# Гефестіон
Гефестіон (грец. Ήφαιστίων; 356 до н. е. — 324 до н. е.) — найближчий друг Александра Македонського і один із його полководців.

## Життєпис
Гефестіон, син Амінтора із Пелли, був приблизно одного віку з Олександром і ріс разом з ним. Немає відомостей про їхнє спільне навчання у Арістотеля в Мієзі, хоча Діодор Сицилійський згадує про листування між філософом і Гефестіоном.
У популярній літературі Гефестіона часто називають коханцем Александра, хоча історичних відомостей про стосунки між ними такого роду відсутні. Висновки роблять на основі дуже довірливих стосунків царя зі своїм другом, а також відомості про бісексуальність Александра, цілком буденну для македонських царів і античних греків класичної епохи.
Гефестіон супроводжував Александра впродовж усього його походу в Азію, будучи в складі «Загону друзів». Після битви при Іссі Александр в супроводі Гефестіона направився оглядати особистий караван царя Дарія ІІІ, який втік. Їх зустріли дочка Дарія Статіра і його дружина Сісігамбіс. Побачивши переможців мати-цариця впала навколішки перед Гефестіоном, який був вищий на зріст і, на думку персів, більш схожий на царську особу. Александр заспокоїв її, додавши:
| «Не хвилюйся, мати, він — теж Александр.» |
У вирішальній битві при Гавгамелах в 331 р. до н. е. Гефестіон був поранений в бою в руку. Якщо до того часу він був просто особистим другом царя, то тепер увійшов до числа так названих «тілоохоронців», з числа який цар призначав полководців і сатрапів завойованих провінцій. Проте цар рідко доручав Гефестіону самостійне керування військом.

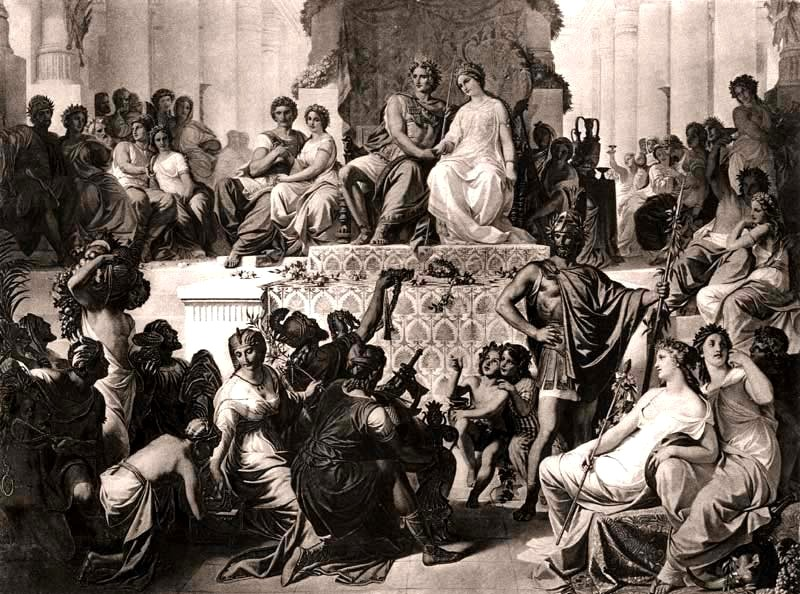
Весілля в Сузах: Александр Великий з дружиною в центрі, Гефестіон по його праву руку.

Перед походом в Індію і переходом через Гіндукуш (в сучасному Афганістані) Александр надав Гефестіону статус «хіліархі» (перський ранг) і фактично поставив його другою після себе людиною в державі. За часів походу Гефестіон перебував у головному загоні, займався будівництвом мостів, а також очолював кінноту гетайрів в битві при Гідаспі. Саме Гефестіон зображений на картині давньогрецького художника поруч з Александром під час останнього одруження на Статірі, а також ще 89 шлюбів у Сузах. Це масове одруження відоме як «Весілля в Сузах». Повернувшись після тяжкого індійського походу в Сузи, одну з столиць Перської імперії, Александр одружився з дочкою Дарія Статірою, а її молодшу сестру Дріпетіду зробив дружиною Гефестіона. У такий спосіб він вирішив скріпити дружбу з Гефестіоном родинними зв'язками.
Восени 324 до н. е. армія Александра розташувалась в Екбатанах на зимування. Там під час урочистих ігор після одного з бенкетів Гефестіон захворів і за тиждень помер. Існує багато версій про причини його смерті, найімовірнішою є черевний тиф (про це свідчать описані симптоми хвороби). Також поширеною є думка про отруєння Гефестіона, оскільки у нього, одного з найбільш наближених до царя осіб, було надзвичайно багато заздрісників і ворогів.
Александр був вражений його смертю і, збожеволівши від горя, відмінив усі свята і наказав стратити лікаря, який лікував Гефестіона. За словами Арріана:
| «Деякі додають, що він повісив лікаря Главка, нібито, за погане лікування, за словами ж інших, за те, що він спокійно дивився, як Гефестіон напивався». |
Було наказано віддати шану Гефестіону як великому герою. Його тіло перевезли до Вавилона і спалили з дуже витратними почестями. Вісім місяців по тому і сам Александр помер від хвороби.